# ان‌جی‌سی ۷۲
ان‌جی‌سی ۷۲ (به انگلیسی: NGC 72) یک کهکشان مارپیچی با قدر ظاهری ۱۵ است که در صورت فلکی زن برزنجیر قرار دارد.